# Czadrów

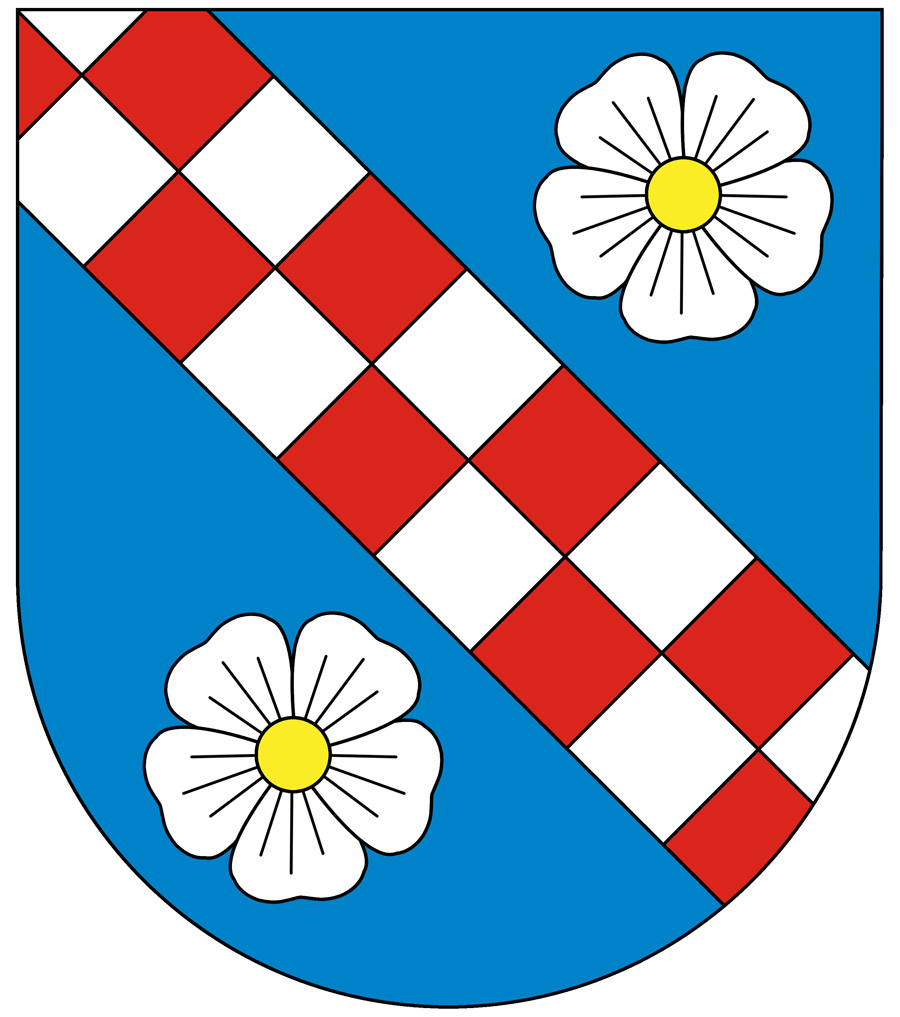
Oficjalny herb sołectwa Czadrów

Czadrów (niem. Ober Zieder) – wieś w Polsce położona w województwie dolnośląskim, w powiecie kamiennogórskim, w gminie Kamienna Góra.
Leży w Kotlinie Kamiennogórskiej (Kotlinie Krzeszowskiej), nad Zadrną.
W latach 1975–1998 miejscowość położona była w województwie jeleniogórskim.
W miejscowości był przystanek kolejowy Czadrów.

## Toponimia
Niemiecka nazwa wsi – Ober Zieder składa się z 2 części – Ober (pol. górny/górna/górne), oraz nazwy rzeki przepływającej przez wieś – Zieder (pol. Zadrna). Nazwa rzeki pochodzi od słowa cider (pol. jabłecznik, wino z owoców), lub od staropolskiego cedr (gatunek jałowca, niem. zeder).
Historyczne nazwy Czadrowa:
- 1292 – Cydir;
- 1334 – Ziedler;
- 1667 – Zieder;
- 1785 – Ober Zieder;
- 1945 – Cedrów;
- 1946 – Czadrów Górny, Czadrów.

## Demografia
Czadrów jest typową wsią łańcuchową, luźno zabudowaną na przestrzeni około 3,5 km między Kamienną Górą i Krzeszowem. Jej liczba mieszkańców na przestrzeni ostatnich lat znacznie wzrosła (716 osób w III 2011 r.), co daje 3. pozycję zaraz po Krzeszowie (1605 osób) i Pisarzowicach (903 osoby) z 21 sołectw wchodzących w skład gminy Kamienna Góra. Obszar Czadrowa wynosi ponad 660 ha.

## Historia i zabytki

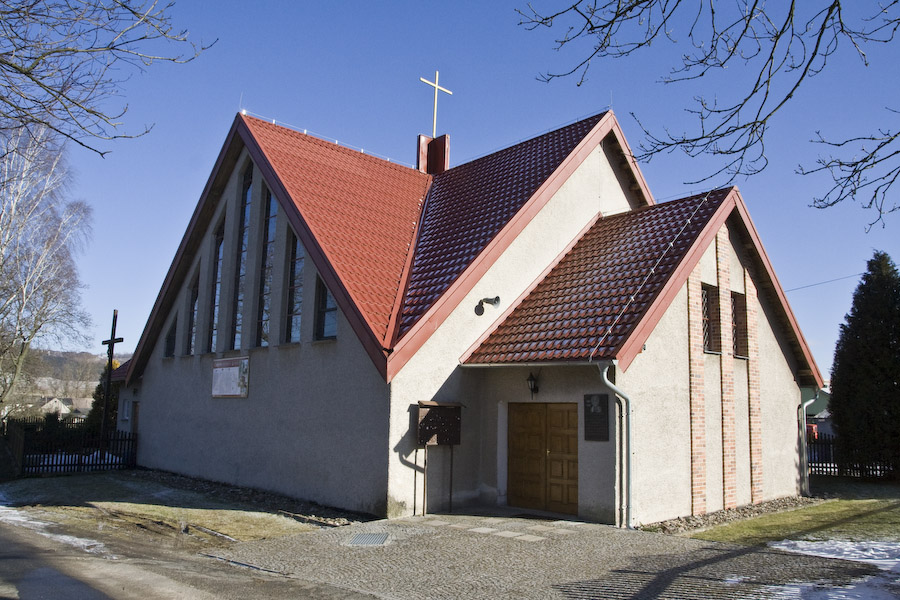
Kościół św. Maksymiliana Marii Kolbego w Czadrowie

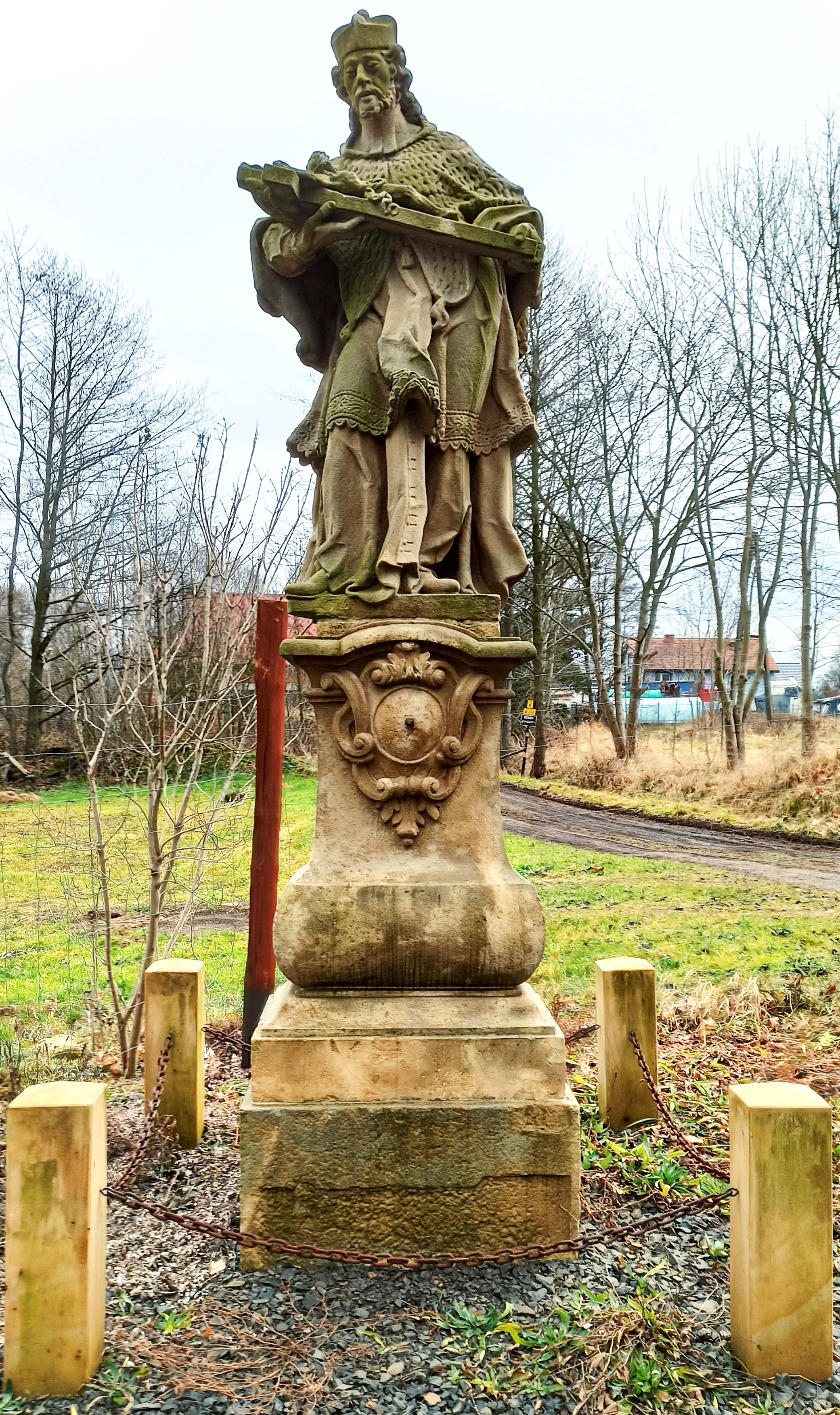
Posąg św. Jana Nepomucena

Należy do najstarszych wsi położonych w okolicy Kamiennej Góry. Pierwszy dokument wspominający o wsi Czadrów datuje się na rok 1292, w którym to książę Bolko I Surowy ufundował w Krzeszowie opactwo cystersów, mnichom przybyłym z Henrykowa, dziś wsi położonej w powiecie ząbkowickim. Współcześnie Opactwo Cysterskie w Krzeszowie stanowi obiekt zabytkowy, który w roku 2004 został uznany za pomnik historii.
- Posąg św. Jana Nepomucena z 1867 roku[10]

Postać ma 153 cm wysokości, a cały pomnik 320 cm. 19 października 2017 po zakończonej renowacji zaniedbany dotąd kamienny, posąg św. Jana Nepomucena został przestawiony i umiejscowiony przy drodze powiatowej nr 3468D.
W polach na północny zachód od wsi znajduje się były cmentarz choleryczny.

## Urodzeni w Czadrowie
- Józef Kleinwächter, ur. 27 stycznia 1826 w Czadrowie, zm. 9 kwietnia 1892 na Górze św. Anny, wieloletni gwardian klasztoru franciszkanów na Górze św. Anny.
- Ildefons Reuschel, opat opactwa w Krzeszowie.

## Współczesność
We wsi powstaje nowe Osiedle pod Kasztanem, w skład którego wchodzić będzie 16 zabudowań skupionych w centrum wsi.